# Station d'écoute

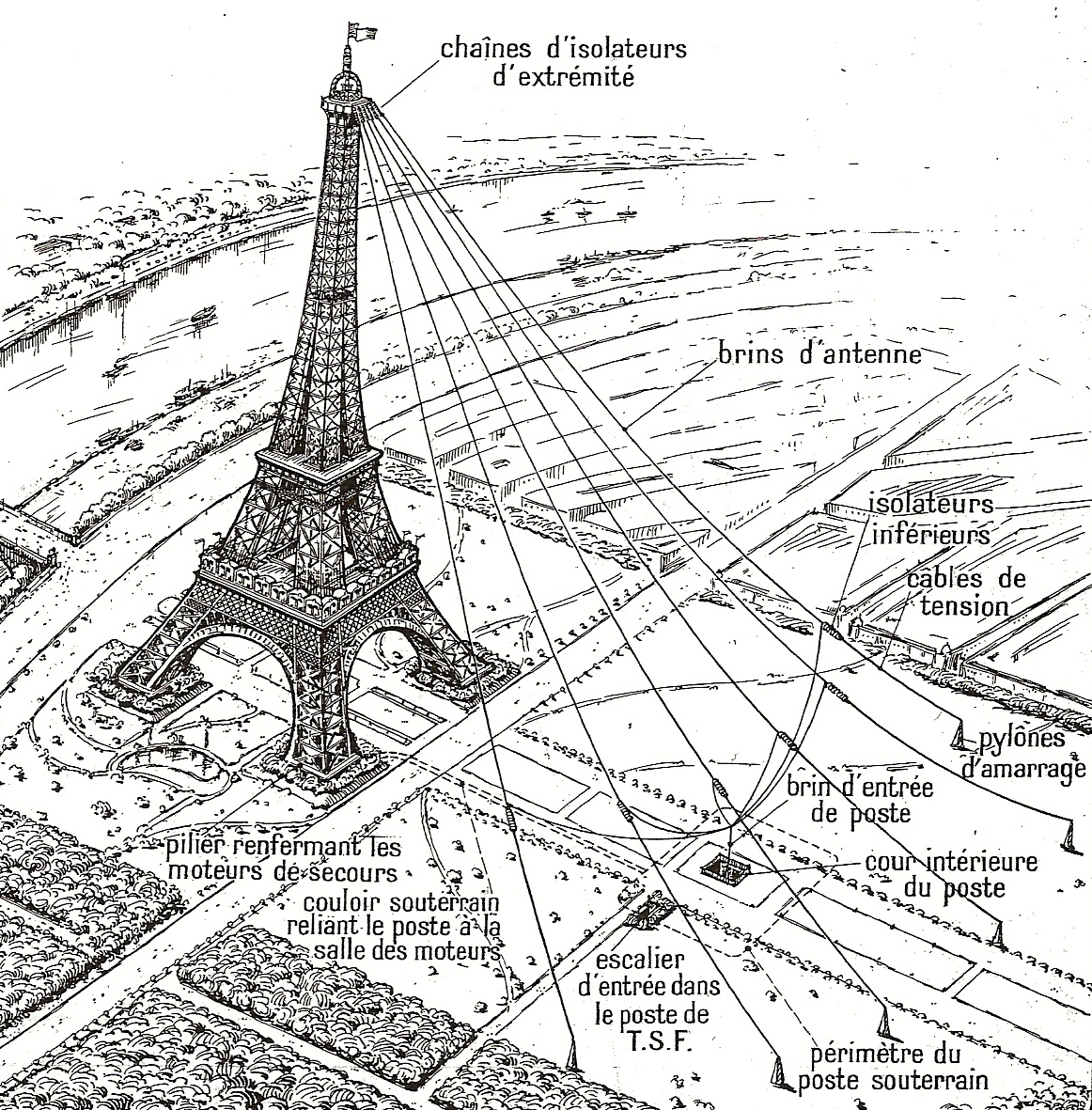
Antenne de la tour Eiffel vers 1914.

Une station d'écoute (ou station d'interception des radiocommunications) est une installation de renseignement d'origine électromagnétique dédiée à l'interception et l'analyse des radiocommunications. 

## Histoire
En 1914, la radiocommunication, alors au stade de la télégraphie sans fil, est utilisée par les forces militaires et navales pour l'interception des messages transmis sur les ondes radioélectriques. En parallèle des interceptions, certaines des premières stations de renseignement d'origine électromagnétique sont équipées d'une antenne pour la radiogoniométrie (D/F). C'est notamment le cas des stations Y du service de renseignement naval britannique, utilisées pendant la Première Guerre mondiale,.
Au cours des vingt années qui se sont écoulées entre la fin de la Première Guerre mondiale et le début de la Seconde Guerre mondiale, la technologie en matière de radiocommunication s'est considérablement développée.

## Généralités
Une station d’écoute peut aussi être destinée à intercepter des signaux radio et à les retransmettre. Par exemple, la station d’écoute pirate de Londres capte les signaux de la radio FM de Londres pour les retransmettre via internet vers l’ensemble du monde. 
Des exemples de stations d’écoute sont la BBC Monitoring à Caversham, la base aérienne de la RAF à Menwith Hill à Harrogate et le Government Communications Headquarters, à Cheltenham.